# Gabdołła Kalijew
Gabdołła Kalijew (kaz. Ғабдолла Қалиев; ur. 17 września 1929 w rejonie Tarbagataj w obwodzie wschodniokazachstańskim) – kazachski językoznawca. Specjalizuje się w dialektologii, leksykologii, leksykografii i dziejach języka literackiego. Wniósł znaczny wkład w ukształtowanie dialektologii i leksykologii na gruncie kazachskim. Jego dorobek obejmuje ponad 250 artykułów naukowych, monografii i podręczników.
Doktoryzował się w 1990 r. W 1992 r. został mianowany profesorem.

## Wybrana twórczość
- Қазақ говорлары жүйесін зерттеу мәселелері. Монография, А., 1977.
- Тіл білімі терминдерінің түсіндірме сөздігі, А., 2005.
- Русско-казахский словарь, 3 изд., А., 2005. Қазақ әдеби тілінің сөздігі, А., 2005, 1 – 3-т., 2006 – 07.
- Қазақ диалектологиясының мәселелері, 1960.
- Қазақ тіліндегі сөзжасам мәселелері, 2002.
- Қазақ говорларындағы диалектілік сөз тудыру, 1985.